# Jammapura, Hosadurga
Jammapura là một làng thuộc tehsil Hosadurga, huyện Chitradurga, bang Karnataka, Ấn Độ.